# Benagalbón

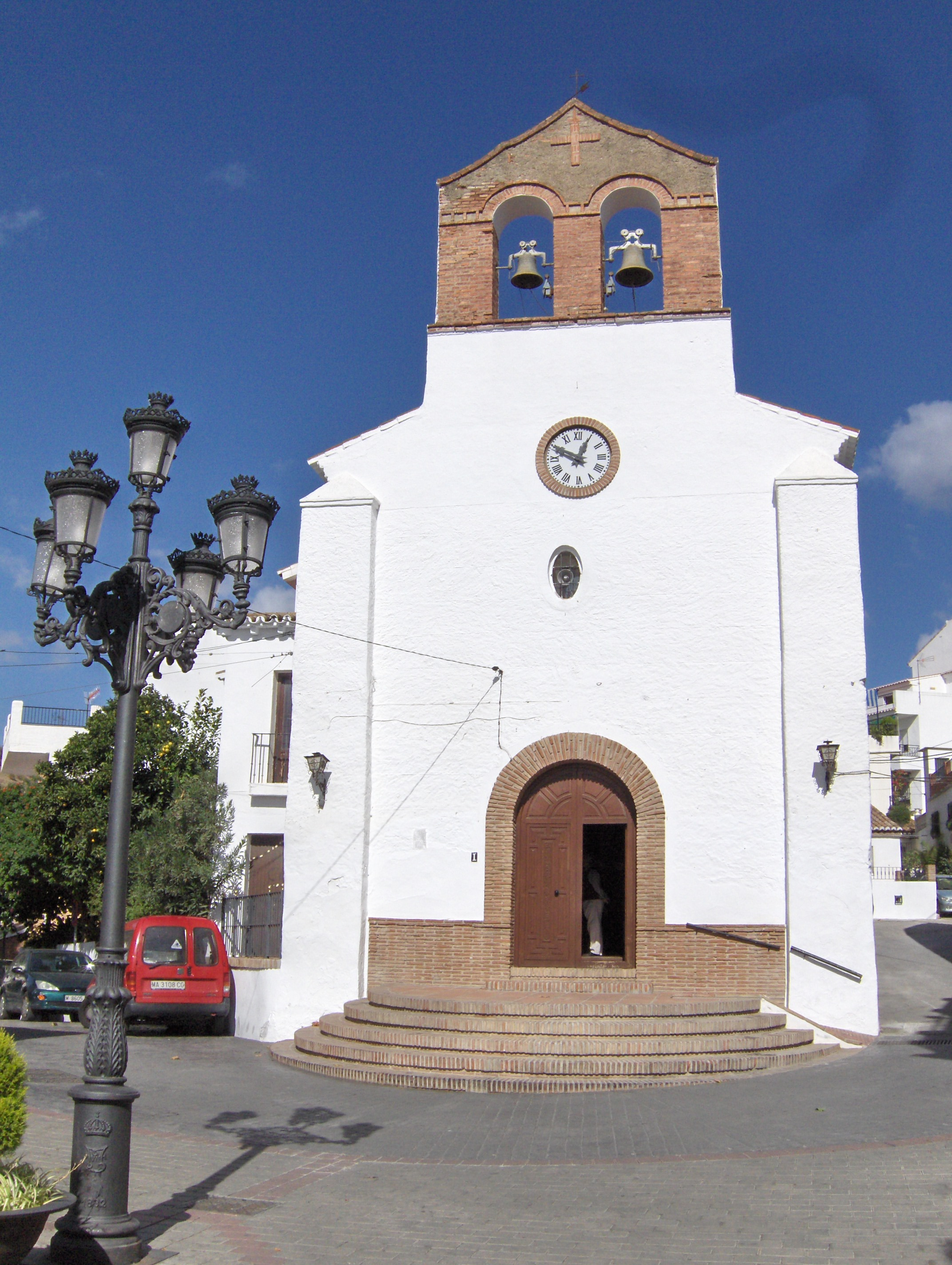
Église de la Candelaria de Benagalbon, construite au XVIe siècle.

Benagalbon est une commune espagnole appartenant à la municipalité de Rincón de la Victoria, dans la province de Málaga, Andalousie. Jusqu'à l'an 1950 son nom était également celui de la municipalité où elle se trouve. Elle a été capitale de l'actuelle municipalité de Rincón de la Victoria. En 2012 sa population était de 3.523 habitants.

## Histoire
Benagalbón a été fondée par des membres de la tribu berbère Galb-un et produisait principalement du vin et du raisin. La construction du chemin de fer de Málaga à Vélez-Málaga au début du XXe siècle a décalé l'activité commerciale de la zone vers le littoral, en provoquant le déclin de Benagalbón par rapport au cœur de Rincón de la Victoria. En 1914 s'y sont produits les faits connus sous le nom de Tragédie de Benagalbon.

## Transport public
Elle est reliée à d'autres localités voisines par les suivantes lignes de bus interurbains du Consortium de Transport Métropolitain de la Zone de Málaga.
| Ligne | Trajet                      | Information        |
| ----- | --------------------------- | ------------------ |
| M-261 | Málaga-Benagalbón-Moclinejo | Horaires et Arrêts |
| M-262 | Málaga-Benagalbón-Almáchar  | Horaires et Arrêts |
| M-361 | Moclinejo-La Cale           | Horaires et Arrêts |